# Autopista AP-36
Die Autopista AP-36 oder Autopista Ocaña–La Roda ist eine Autobahn in Spanien. Die Autobahn beginnt in Ocaña und endet in La Roda.

## Größere Städte an der Autobahn
- Ocaña
- La Roda